# Gianni Dessì
Gianni Dessì (Roma, 1955) è un pittore, scultore e scenografo italiano.

## Biografia
Ha la sua prima formazione presso l'Accademia di belle arti dove si diploma in scenografia con Toti Scialoja.
A metà degli anni Settanta l'artista collabora con il teatro d'avanguardia.
Le sue prime mostre personali risalgono agli anni ottanta dove espone alla Galleria Ugo Ferranti di Roma e alla Galleria Yvon Lambert di Parigi, mentre nel 1981 con Bruno Ceccobelli e Giuseppe Gallo partecipa ad alcune importanti collettive all'estero.
Dessì ha uno studio nell'ex Pastificio Cerere a San Lorenzo (Roma) e nel 1984 partecipa alla mostra Ateliers curata da Achille Bonito Oliva.
Seguono svariate mostre dell'artista in Italia e nel mondo, partecipa alla Biennale di Venezia (1984, 1986 e 1993) e alla Quadriennale di Roma (1986, 1996).
Nelle sue opere si ritrova una grande sobrietà cromatica data da diversi interventi sulla tela, come lacerazioni, incisioni, sovrapposizioni di piani, inserzioni di materie diverse.
A metà anni Ottanta, mentre l'attività espositiva si intensifica con mostre a Roma, Berlino, Parigi e New York, la sua pittura si anima di un nuovo rapporto col colore, che si accende, fino a esplodere nei gialli di opere come Campione (1988) e Camera picta (1991).
Nel 2003 presenta per la prima volta alla Galleria dell'Oca alcune sculture, che inaugurano il serrato dialogo tra pittura e scultura approfondito nella personale che gli ha dedicato il Macro di Roma nel 2006.
Nel 2009 è al Mart di Rovereto.
Ha mantenuto continui contatti con il mondo del teatro realizzando le scenografie per il Parsifal di Richard Wagner, messo in scena con la regia di Peter Stein e la direzione musicale di Claudio Abbado al Festival di Salisburgo e nel 2008/2010 ha realizzato le scene de Il castello del duca Barbablù, opera di Béla Bartók, rappresentato al Teatro alla Scala di Milano ed al Het Muziektheater di Amsterdam.